# Neon Genesis Evangelion
Pour l’article homonyme, voir Evangelion pour l'album de Black death metal.
Pour l'adaptation, voir Neon Genesis Evangelion (jeu vidéo).
Autre
Neon Genesis Evangelion (新世紀エヴァンゲリオン, Shin Seiki Evangerion, littéralement L'Évangile du Nouveau Siècle), souvent abrégé Evangelion (ou parfois simplement Eva,), est une série d'animation japonaise écrite et réalisée par Hideaki Anno et produite par le studio Gainax. Elle est composée de 26 épisodes et a été diffusée originellement au Japon d'octobre 1995 à mars 1996 sur la chaîne TV Tokyo avant d'être distribuée en VHS en France en septembre 1996 par Dynamic Visions.
La série connaît immédiatement un grand succès et est saluée pour la qualité de son animation et son scénario sophistiqué. Commençant comme un anime classique de mecha post-apocalyptique, Evangelion surprend le public en accordant une grande place à l'introspection des personnages et en abordant des thèmes comme la dépression et le suicide, chose jusque-là rare dans l'animation. Plébiscitée autant pour ses scènes d'action parfois très sanglantes que pour ses réflexions, la série a acquis au fil des années un statut d'icône culturelle majeure de l'animation japonaise dont elle est aujourd'hui considérée comme l'un des fleurons des années 1990.
Hideaki Anno réalise cette série comme thérapie alors qu'il est en pleine dépression. Les trois protagonistes principaux représentent chacun l'un des aspects par lesquels le réalisateur se définit à cette période. Neon Genesis Evangelion est reconnu pour avoir plusieurs niveaux de lectures. Mais l'anime reste une véritable critique du phénomène otaku auquel Anno s'identifie. D'ailleurs les Evas représentent le corps maternel où les enfants peuvent se réfugier et fuir la réalité du monde. C'est ce cheminement scénaristique et psychologique qui explique que de nombreux fans n'aient pas apprécié la fin originale.
En 1997, sort le film Neon Genesis Evangelion: Death and Rebirth, qui condense tous les épisodes de la série sauf les deux derniers, plus une partie inédite. La même année sort le film conclusif The End of Evangelion qui propose une version alternative aux deux derniers épisodes très controversés de la série. Une adaptation en manga a été réalisée par le co-créateur de la série Yoshiyuki Sadamoto et de multiples spin-off, jeux vidéo et produits dérivés voient le jour. En 2007 sort le premier film de la tétralogie Rebuild of Evangelion qui propose une version alternative de l'histoire (achevée en 2021 avec la sortie du quatrième volet).

## Synopsis
En 2000, une gigantesque explosion se produit en Antarctique. Ce cataclysme, officiellement provoqué par la chute d'un astéroïde, entraîne une montée des eaux de plusieurs dizaines de mètres et dévaste une grande partie de la planète, provoquant la mort de deux milliards de personnes ainsi qu'une nouvelle guerre mondiale.
Quinze ans plus tard, l'humanité a surmonté cet événement dramatique désigné comme le « Second Impact » mais de mystérieuses créatures géantes, les Anges, font leur apparition et tentent de détruire Tokyo-3, la nouvelle capitale-forteresse du Japon. Pour les combattre, l'organisation secrète NERV a mis au point les « Evangelion » (ou « EVA »), des géants humanoïdes d'apparence mécanique.
Shinji Ikari, jeune garçon de 14 ans, se rend à Tokyo-3 sur l'invitation de son père, directeur de la NERV, qu'il n'a pas revu depuis dix ans. Il est loin de se douter qu'il a été appelé pour piloter une EVA et prendre part au combat contre le « Troisième Ange ». Celui-ci n'est que le premier d'une longue série où il sera accompagné par Rei Ayanami, et plus tard Asuka Soryu Langley, et où chaque affrontement peut conduire à la disparition de l'humanité. Mais ils devront également régler leurs propres conflits intérieurs alors que la mystérieuse organisation SEELE, qui dirige secrètement la NERV, tente de mettre en place son « Plan de complémentarité de l'Homme » dont le but est de faire évoluer le genre humain vers un nouveau stade.

## Univers et termes propres àEvangelion
- Second impact : Immense explosion qui eut lieu en 2000 en Antarctique causant, entre autres, une forte montée des eaux provoquant la mort d'environ 2 milliards de personnes. Officiellement due à l'impact d'un astéroïde, cette catastrophe résulte en réalité d'une expérience scientifique de la NERV qui a provoqué le réveil d'Adam, le « premier Ange ».

- NERV (anciennement GEHIRN) : Organisme confidentiel dépendant de l'Organisation des Nations unies chargé de défendre l'Humanité contre les Anges grâce à des armes surpuissantes appelées « EVA ». Son quartier général se trouve dans le Geofront, une cavité sphérique de 6 km de diamètre découverte en 2003 sous la ville de Hakone et sur lequel repose la nouvelle ville-forteresse de Tokyo-3. La NERV est en fait sous les ordres de la SEELE, une organisation secrète millénaire qui possède les « Manuscrits de la mer Morte », des textes prophétiques antérieurs à l'apparition de l'Homme sur Terre. En se basant sur ces textes, la SEELE tente de mettre en place le « Plan de Complémentarité de l'Homme » (par le biais d'un « Troisième impact ») dont la finalité est d'unir tous les êtres humains en une seule entité afin de faire évoluer l'Humanité vers un nouveau stade. La NERV est également derrière l'organisation factice Marduk chargée de sélectionner les pilotes d'EVA. La devise de la NERV est un vers du poète anglais Robert Browning : God's in his heaven, all's right with the world.

- Anges (使徒 (Shito?)) : Monstres pouvant revêtir de multiples formes, de la créature géante au virus informatique en passant par l'apparence humaine. Leurs motivations sont inconnues mais leur cible est systématiquement le Geofront et plus précisément le Terminal Dogma, le secteur le plus profond et le plus secret du QG de la NERV. Ils tirent leur force de leur organe S² que la NERV tente de copier pour en équiper les EVAs. Ils peuvent communiquer entre eux par un processus de « contamination mentale » qui leur permet également parfois d'attaquer mentalement les pilotes d'EVA. Le nom « ange » vient du grec ancien ἄγγελος / ángelos qui signifie « messager (de Dieu), ange[10] ». C'est certainement en voulant insister sur le sens de « messager » plutôt que sur la connotation de créature céleste qu'Hideaki Anno utilise en japonais le mot 使徒 (shito?), qui signifie « messager » ou « apôtre » plutôt que 天使 (tenshi?)  qui signifie « ange », créature venant du paradis. En grec ancien ἀπόστολος / apóstolos, signifie « envoyé (de Dieu), apôtre[11] ».

- Adam et Lilith : Bien qu'ils soient désignés respectivement comme le premier et le deuxième Ange, leur nature n'a rien à voir avec celle des autres Anges. Arrivé sur Terre il y a des milliards d'années, Adam reposait dans une cavité souterraine proche du Pôle Sud appelée « Lune Blanche ». Lilith, elle, a été découverte dans la « Lune Noire » qui est ensuite devenu le Geofront. Adam est l'entité qui a engendré l'apparition des Anges alors que Lilith est celle qui a engendré l'apparition de l'humanité, c'est pourquoi les humains sont parfois désignés sous le terme de « Lilin » dans l'univers d'Evangelion. Officiellement, c'est Adam qui est crucifié dans le Terminal Dogma et transpercé par une « Lance de Longinus », mais il est révélé dans la dernière partie de l'intrigue qu'il s'agît en réalité de Lilith. Adam, lui, a été régressé au stade d'embryon et est détenu par la SEELE. Lilith possède un étrange masque que la SEELE utilise comme emblème. Les produits dérivés de la série, et en particulier les jeux vidéo, donnent plus de renseignements sur l'origine cosmique de ces deux entités.

- Evangelion (EVA) : Nom des gigantesques humains de synthèse créés en laboratoire grâce aux recherches génétiques de la NERV sur Adam. Bien que les EVA ont une apparence robotique, il s'agît de créatures organiques enveloppées d'une cuirasse protectrice qui permet de les contrôler. Les EVA sont utilisées par la NERV pour combattre les Anges. Chaque unité semble contenir une âme humaine et être pilotée par un adolescent (Children) qui possède un lien particulier avec cette âme. Pour les contrôler, les pilotes revêtent une « plug suit » et prennent place dans une entry plug, une capsule métallique introduite à la base de la nuque des EVA et servant de cockpit. Cette capsule est remplie d'un liquide orange appelé « LCL » dans lequel les pilotes peuvent respirer. Ce liquide, qui s'avère être le sang de Lilith, renforce le lien mental entre le pilote et l'EVA. Le « taux de synchronisation » mesure l'osmose entre le pilote et son EVA : plus la synchronisation est proche de 100 %, plus le pilote peut contrôler efficacement son Evangelion (mais il ressent aussi les blessures qui lui sont infligées). Les EVA possèdent des armes à distance et des armes pour le combat rapproché comme le progressive knife. Au cours de l'intrigue, les ingénieurs de la NERV mettent au point le Dummy System, un système simulant les ondes cérébrales d'un pilote qui permet de faire fonctionner une EVA sans pilote à l'intérieur. Il arrive parfois que les Evangelion entrent dans une rage folle et deviennent incontrôlables. Ces phases — dites de « Berserk » — sont entraînées par un danger imminent ou lorsque l'âme de l'EVA se révolte. Les EVA possèdent une réserve d'énergie très limitée leur permettant une autonomie de seulement cinq minutes (sauf en mode Berserk où elles semblent s'auto-alimenter d'une manière mystérieuse).

- AT-Field (pour Absolute Terror Field « Champ de la terreur absolue ») : Initialement présenté comme un simple bouclier de force protégeant les EVA et les Anges contre les attaques extérieures, l'AT-Field trouve dans le dénouement de la série une définition plus complexe. Il y est expliqué que tous les êtres vivants possèdent un AT-Field et qu'il s'agit d'une sorte de défense psychique érigée pour se protéger du monde. Mais en se protégeant ainsi de la proximité de l'autre dans ce qu'elle a de potentiellement douloureux (sentiments, relations, etc.), l'être humain est contraint à la solitude et à l'affrontement. La SEELE prévoit que, lors du « Troisième impact », les AT-Field de tous les humains disparaîtront, effaçant les limites de leurs corps matériels et les faisant fusionner en une seule entité. Ce terme, rapproché dans la série au dilemme du hérisson d'Arthur Schopenhauer, est l'une des clés permettant la compréhension de fond de Neon Genesis Evangelion.

## Personnages principaux

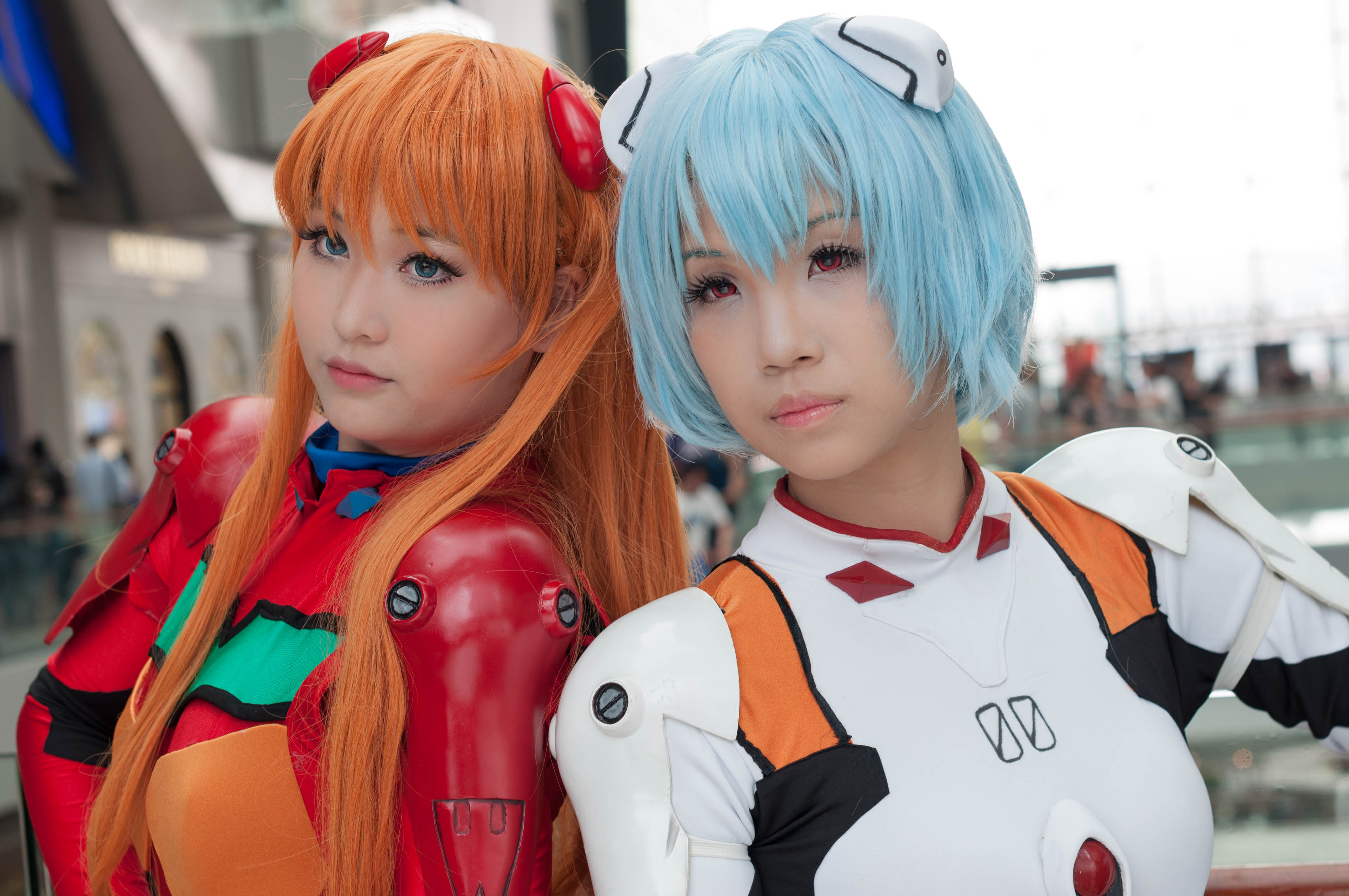
Cosplays d'Asuka Sōryū Langley (à gauche) et de Rei Ayanami (à droite)

Shinji Ikari (碇 シンジ, Ikari Shinji)
Il est choisi comme le Third Children (« Troisième Enfant ») et pilote l'EVA-01. Fils de Gendō et Yui Ikari, Shinji est un adolescent replié sur lui-même et incapable de communiquer avec les autres. Selon Hideaki Anno, Shinji est un garçon qui évite le contact avec son prochain, "il essaie de vivre dans un monde clos où son comportement le condamne, alors qu'il a abandonné toute tentative de se comprendre". Shinji évite le contact humain afin de ne pas blesser les autres ni être blessé soi-même, loin du héros typique de l'anime,. Il n'est pas convaincu de son rôle en tant que pilote et de ses capacités en tant que combattant.
Shinji a été abandonné par son père (Gendo) alors qu'il n'avait que quatre ans, peu après la mort de sa mère, trahison qui l'a profondément choqué et le conduit aujourd'hui à se considérer comme indésirable ; plusieurs fois il affirme que "personne ne l'aime, personne ne se soucie de lui". Il n'est pas en mesure d'accepter l'amour d'autrui, bien que son désir premier soit paradoxalement d'être accepté par d'autres personnes. Par conséquent, Shinji se préoccupe constamment de la perception qu'il donne aux autres, et parvient habituellement à la conclusion que tout le monde le déteste.
Rei Ayanami (綾波レイ, Ayanami Rei)
Elle est désignée comme la First Children (« Premier Enfant »), pilote de l'EVA-00,. Sa date de naissance est inconnue. Rei Ayanami est une fille très introvertie, taciturne et timide,. Hideaki Anno décrit Rei comme une fille qui est consciente du fait qu'en cas de décès quelqu'un d'autre la remplacera, et n'apprécie donc pas particulièrement sa vie. Selon Anno, "sa présence, son existence - ostensible existence - est éphémère. Elle est une jeune fille très triste." Vivant chichement, elle estime "ne pas avoir besoin d'amis".
Rei dédie sa vie à la lutte pour protéger les humains, évoquant au hasard d'une conversation un "point de connexion entre elle-même et les autres". Cependant, derrière son attitude froide, elle souffre de solitude. La doubleuse anglaise du personnage, Amanda Winn-Lee, soutient qu'il est faux de dire que Rei est complètement dépourvue de personnalité comme on pourrait le penser au premier abord : il y a une petite étincelle d'humanité en elle, mais "assombrie par cet immense sentiment d'estime de soi négative et la conscience de sa nature consomptible". Selon Winn-Lee, bien qu'elle se sache effectivement remplaçable, elle reste "encore humaine". L'intrigue révélera par ailleurs que si elle est capable de ressentir des émotions, Rei ne sait en réalité pas comment les exprimer.
Asuka Langley Soryu (惣流・アスカ・ラングレー, Sōryū Asuka Rangurē)
Sélectionnée comme la Second Children (« Deuxième Enfant »), elle pilote l'unité EVA-02. Fille de Kyôko Langley Zeppelin et d'un père inconnu, son ascendance est à demi-Américaine, un quart Allemande et un quart Japonaise. Elle a vécu en Allemagne où elle a obtenu son diplôme universitaire à 14 ans.
Asuka est une jeune fille fière, indépendante et apparemment très confiante. Elle regarde de haut ceux qui l'entourent et veut constamment être sous le feu des projecteurs. Contrairement à Shinji et Rei, elle est fière de son rôle en tant que pilote d'EVA, s'engageant dans les combats qui lui incombent avec enthousiasme. Son caractère fort, agressif et compétitif offre un contraste évident avec celui de Shinji ; cependant, elle souffre paradoxalement du même sentiment d'aliénation que lui : en effet, son caractère excessif cache un profond manque d'estime de soi provenant de la folie puis du suicide subséquent de sa mère, à la suite duquel Asuka s'est enfermée dans son orgueil comme moyen de surmonter cette perte tragique. Par conséquent, elle n'accepte aucune aide ou conseil de la part des autres, préférant au contraire être constamment aux prises avec ses proches. Il apparaît par ailleurs qu'elle est tourmentée par la solitude, causée entre autres par la relation détachée qu'elle entretient avec sa belle-mère, avec laquelle son père s'est remarié à la mort de sa première épouse. Tout ceci explique pourquoi elle a décidé, dès son plus jeune âge, d'être «forte» et de vivre sans dépendre de qui que ce soit d'autre.
Kaworu Nagisa (渚 カヲル, Nagisa Kaworu)
Désigné comme le Fifth Children (« Cinquième Enfant »), il se révèle également être le 17e Ange. Personnage crucial de la série, il n'apparaît pourtant que dans un seul épisode au terme duquel il est tué. Kaworu est digne, intelligent, aimable, honnête et simplement sympathique. Pendant son bref séjour à la NERV, il parvient à se lier d'amitié avec Shinji à qui il avoue bientôt son empathie sincère en tant que parent inter-espèce. Après un moment d'intense remise en question, entre la fidélité à son nouvel (et seul) ami et sa mission de pilote, Shinji est invité par Kaworu à l'éliminer pour le bien de l'Homme, tout en le remerciant de lui avoir fait comprendre ce qu'est l'âme et l'amour humain. Shinji finit par obtempérer, en reniant toutes ses croyances et tous ses sentiments, mais il en gardera une rancœur totale pour son père qui l'a conduit à prendre cette décision.

## Analyse de l'œuvre